# Sandalus insulcatus
Sandalus insulcatus is een keversoort uit de familie Rhipiceridae. De wetenschappelijke naam van de soort is voor het eerst geldig gepubliceerd in 1923 door Pic.